# Kees Boeke (pedagoog)

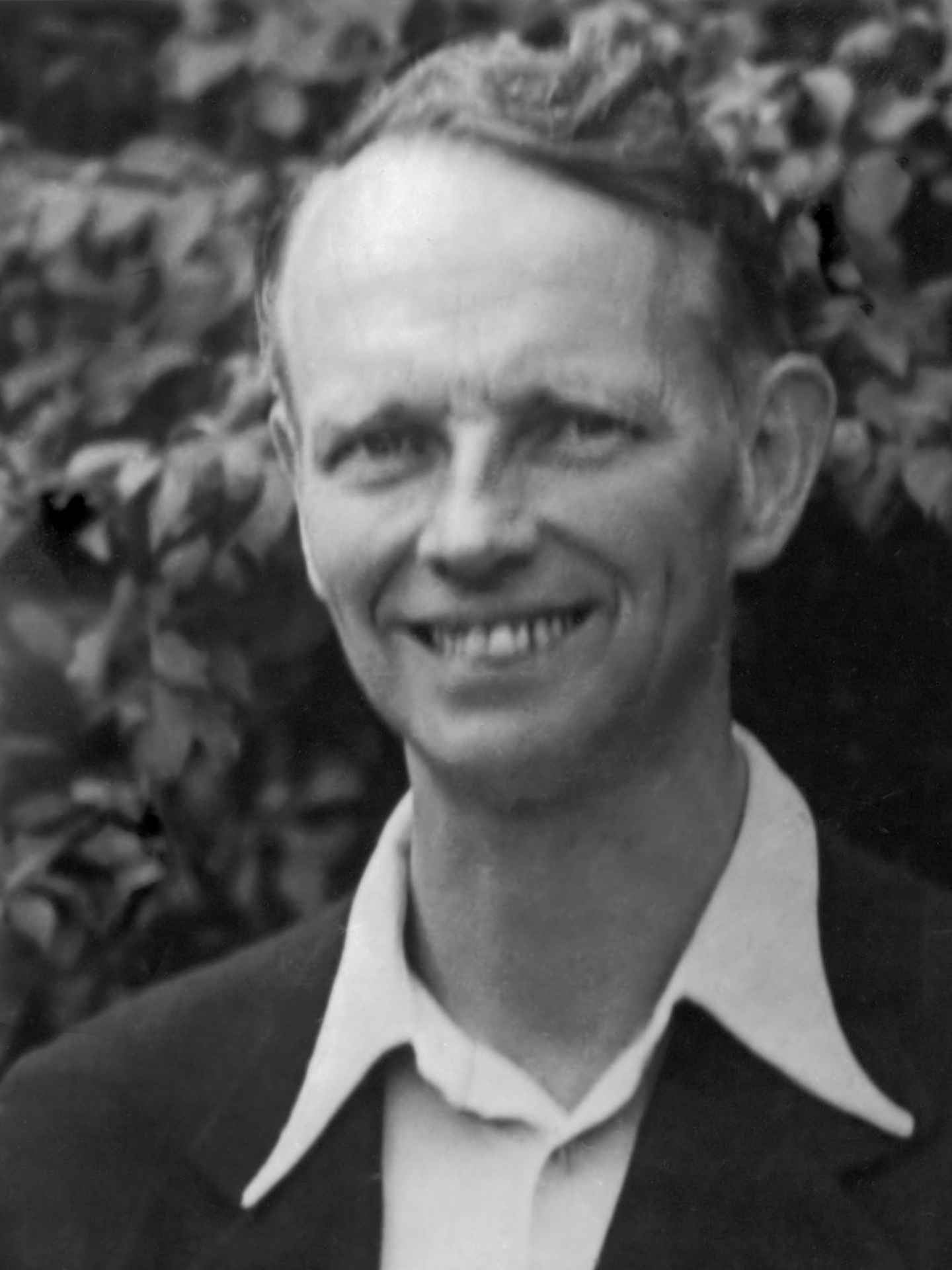
Kees Boeke (1939)

Cornelis (Kees) Boeke (Alkmaar, 25 september 1884 – Amsterdam, 3 juli 1966) was een Nederlandse pedagoog met een eigen visie op het onderwijs. In 1926 stichtte hij samen met Beatrice Cadbury een eigen school, de Werkplaats Kindergemeenschap (WP) te Bilthoven. Daarin bracht hij zijn eigen onderwijsvisie tot ontwikkeling, die onder meer inhield dat de scholieren en docenten gezamenlijk deelnemen aan het algehele gebeuren op school.

## Jonge jaren
Boeke groeide op in een Nederlands Hervormd gezin. Zijn vader, uit een doopsgezinde familie maar zelf agnosticus, was directeur van de Rijks-HBS te Alkmaar. Zijn moeder, Petronella Everharda Oort, bracht de religieuze opvoeding in. Na het eindexamen aan de HBS in Alkmaar (1902) studeerde Boeke civiele techniek aan de Technische Hogeschool in Delft (1908).

### Nederlandse Christen-Studenten Vereniging
Tijdens zijn studie was hij lid van de in 1896 opgerichte Nederlandse Christen-Studenten Vereniging (NCSV). De NCSV was in de jaren negentig van de negentiende eeuw een eerste stap van de jeugd uit de gegoede stand zich op idealistische gronden aaneen te sluiten. Boeke was niet alleen lid, maar werd voorzitter van het bestuur van de plaatselijke afdeling.

### Quakers
Na de studie aan de Technische Hogeschool verhuisde hij naar Londen waar hij kennis maakte met aanhangers van de religie der Quakers. De quakergemeenschap was ontstaan uit protest tegen de Anglicaanse kerk. Aanhangers waren pacifistisch, stoïcijns en wars van machtsverhoudingen, ze geloofden in een barmhartige in plaats van straffende God. Boeke ontmoette daar Beatrice Cadbury, dochter van een succesvol chocoladefabrikant die op grond van zijn Quakerprincipes de winsten van de onderneming deels naar de werknemers liet vloeien en voor hen woningen bouwde. Het paar trouwde, waardoor Boeke zich voor het leven committeerde aan het gedachtegoed van de Quakers. Ze verhuisden in 1918 naar Nederland.

## Bezorgdheid over revolutie en oorlog
Na terugkeer in Nederland ontstond bij Boeke bezorgdheid over het optreden van bepaalde groepen binnen de politiek geïnteresseerde arbeidersjeugd. Onder hen was omstreeks 1920 een streven ontstaan naar een radicale maatschappelijke vernieuwing. Er was een sterke sympathie ontstaan voor de Sovjet-Unie, opgericht na de Russische Revolutie in 1917. Verder had Boeke door de  Wereldoorlog weinig vertrouwen meer in het leiderschap van de oorlogvoerende naties. Men bleek niet in staat te zijn geweest om gemeenschapszin boven (nationaal) eigen belang te stellen en eigen verantwoordelijkheid boven gezagsgetrouwheid te stellen. Het gebrek en de nood in de arbeidersgezinnen, het bloedvergieten zonder einde en zonder zin op een niet meer voorstelbare schaal aan gene zijde van de landsgrenzen hadden een diepe indruk nagelaten. Boeke, die een samenhangende levens- en maatschappijopvatting had en gevoelig was voor oosterse wijsheid, theosofie, antroposofie, mystiek en een op het christendom geïnspireerde religie, was bang geworden dat het optreden van de politiek geïnteresseerde arbeidersjeugd zou leiden tot een revolutie en weer een oorlog. 
In 1921 boden Kees en Beatrice Boeke-Cadbury met de school de gastvrijheid voor een internationale conferentie voor de vrede. Bij die gelegenheid werd War Resisters' International opgericht. Bij velen bekend vanwege het symbool van het gebroken geweer.
Aan de andere kant was de jeugdbeweging een schakel in het democratiseringsproces dat zich over de tweede helft van de 19e en de eerste helft van de 20e eeuw uitstrekte. Democratisering hield voor de jeugd in: erkenning van het eigen karakter van de jeugdfase en de speciale eisen die deze stelde.

## Respect voor een ieders eigen mening

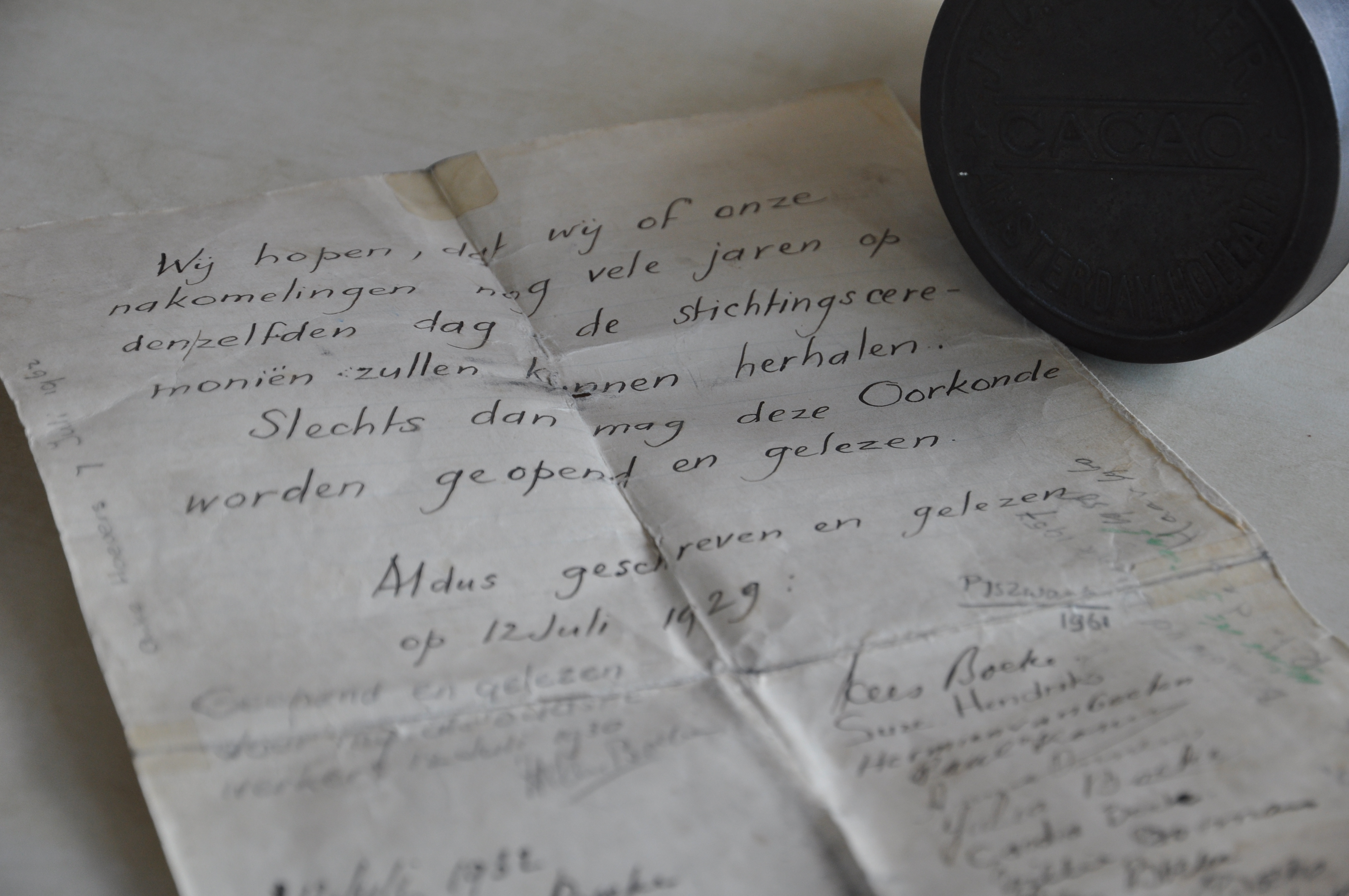
De oprichtingsbrief van de Werkplaats van 12 juli 1929, ondertekend door o.a. Kees Boeke

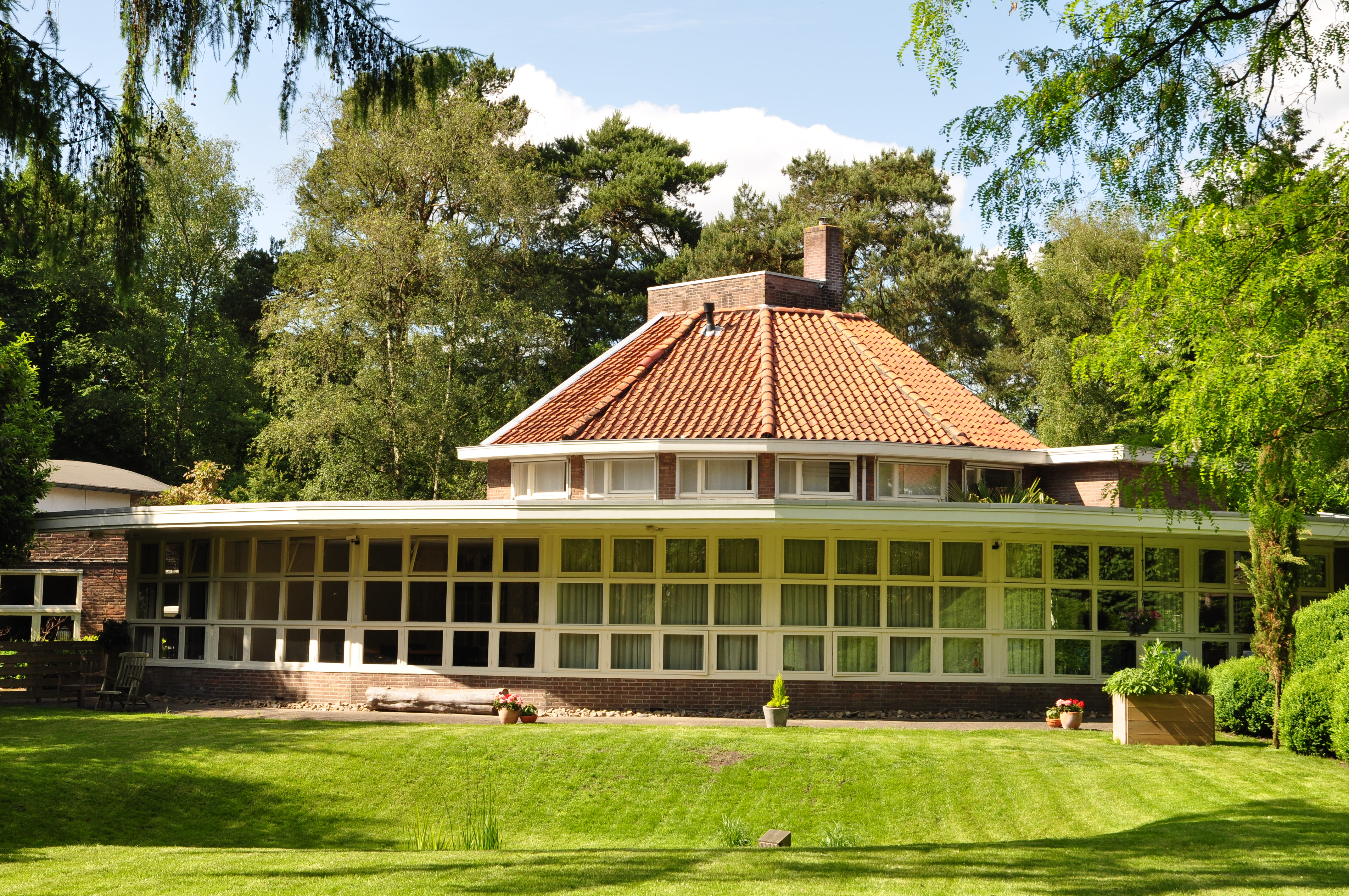
Het oorspronkelijke schoolgebouw aan de Frans Halslaan in Bilthoven is een ontwerp van Frants Edvard Röntgen.

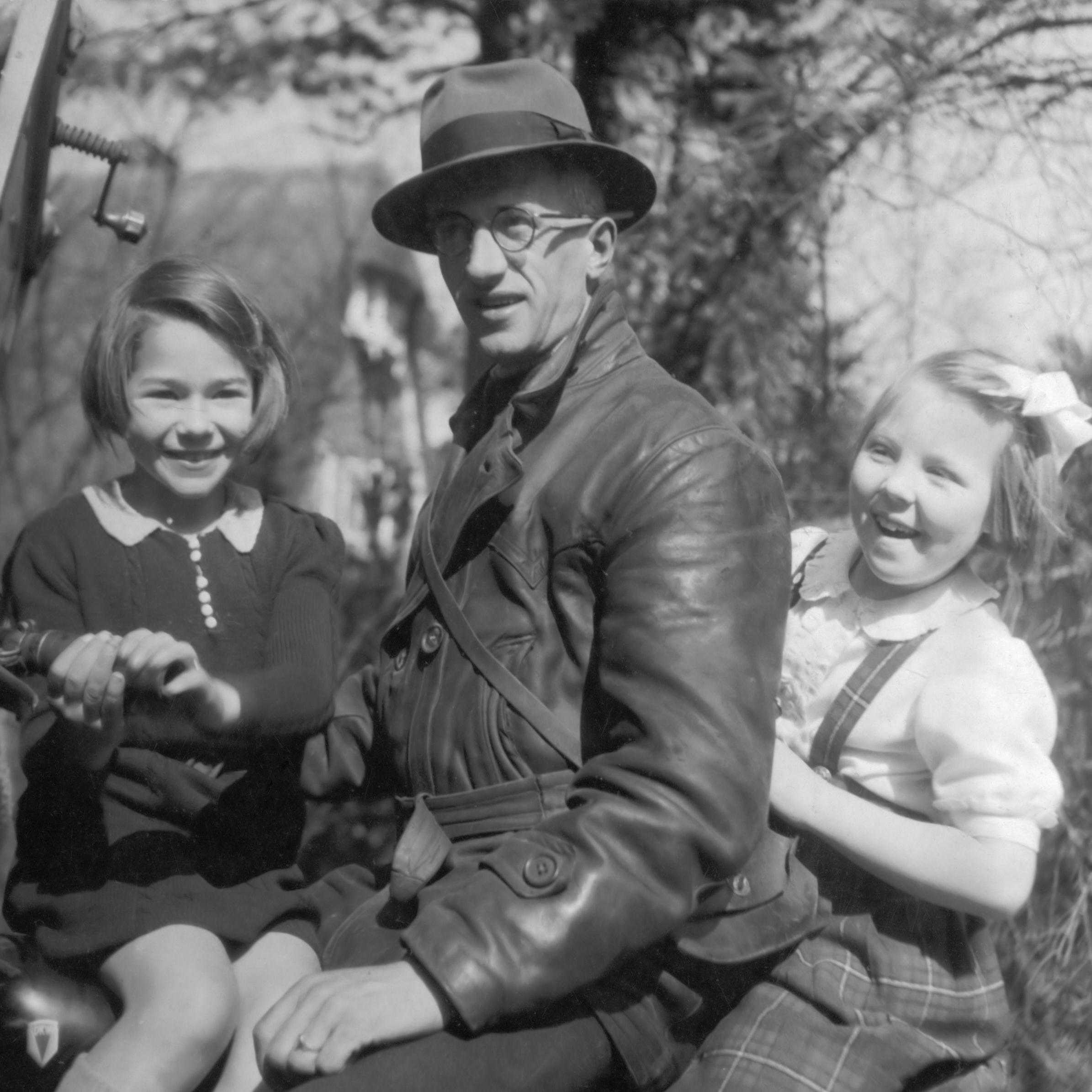
Prinses Beatrix achter op de bestelwagen van de bakker die de Werkplaats van Kees Boeke aandoet (1946).

Het echtpaar Boeke begon in Bilthoven met de eigen kinderen een bijzondere school, de Werkplaats Kindergemeenschap (WP), waar de jeugdigen deelnemen aan het algehele gebeuren op school. Er werden taken en werkzaamheden verricht zoals onderhoud aan het gebouw, van de materialen en de gereedschappen, van het meubilair, de instrumenten en van de leermiddelen. Er werd samen schoongemaakt en opgeruimd, gekookt en afgewassen. Er werd gecontroleerd of taken en werkzaamheden waren uitgevoerd en of afspraken en verplichtingen waren nagekomen. Er werden in de maandelijks gehouden "Bespreking" beslissingen genomen, waarbij niet bij meerderheid- maar bij volledige overeenstemming van stemmen besloten werd.
In de maandelijks gehouden "Werkverdeeling" werden de uit te voeren taken en werkzaamheden verdeeld waarbij gekozen kon worden uit: De Centrale Leiding, Schoonmaken en opruimen, De Bespreking, De maaltijd, De Bij (het periodiek op school) en Diversen.
De leerlingen werden aangeduid als "werkers", de leerkrachten als "medewerkers".
Als voorbeeld voor het "gemeenschapsleven" van deze "groote familiekring" stond het leven in "het goede gezin". In de Werkplaats Kindergemeenschap van Kees Boeke kwam Sociocratie tot leven. Eind jaren twintig was er zoveel belangstelling dat aan architect Frants Röntgen opdracht werd gegeven een nieuw en bijzonder gebouw te ontwerpen.
Boeke had zich mede laten inspireren door de hoogleraar godgeleerdheid Jacobus Johannes van der Leeuw, telg uit de rijke ondernemersfamilie Van Nelle. Van der Leeuw had toen hij rechten studeerde de "Practisch-Idealisten Associatie" (PIA) uit Londen in Nederland geïntroduceerd waar de Boekes zich bij aansloten. Andere leden kwamen ook vaak uit de gegoede stand. In zijn proefschrift Historisch-Idealistische Politiek (1920) had Van der Leeuw gewezen op het belang van het leven in groepsverband om te komen tot een algehele sfeer van broederschap op alle terreinen van het maatschappelijk leven: in het huwelijk, het wonen, de inrichting van woonplaatsen, op economisch gebied, op de gebieden van religie, kunst, wetenschap, opvoeding enzovoort.

## Cosmic View
Het boek van de Boekes, Cosmic View, The Universe in 40 Jumps uit 1957, in het Nederlands vertaald als Wij in het heelal, een heelal in ons, (1959) geeft een kijk op het universum zoals de Boekes zich dat voorstellen. Het laat het heelal op verschillende niveaus zien: van microscopisch tot galactisch. Wereldwijd heeft dit vele anderen geïnspireerd en er zijn diverse films op gebaseerd:
- Cosmic Zoom (1968) geproduceerd door The National Film Board of Canada
- Powers of Ten (1977) door Charles en Ray Eames
- Cosmic Voyage (1996), IMAX-film geproduceerd voor het National Air and Space Museum van het Smithsonian Institution.

Cosmic View wordt ook als inspiratiebron genoemd door Will Wright, de maker van het computerspel Spore (2008).
Vanaf 1958 begon Boeke te lijden aan ouderdomsdementie. Hij had al de titel The Great Race bedacht voor een boek over de relativiteit van snelheid, maar door zijn toenemende vergeetachtigheid heeft hij dat plan moeten laten varen. Eind juni 1966 werd vastgesteld dat Boeke aan acute leukemie leed. Hij werd opgenomen in het Centraal Israëlitisch Ziekenhuis in Amsterdam, waar hij op 3 juli is overleden.